# Hajnal-kapu

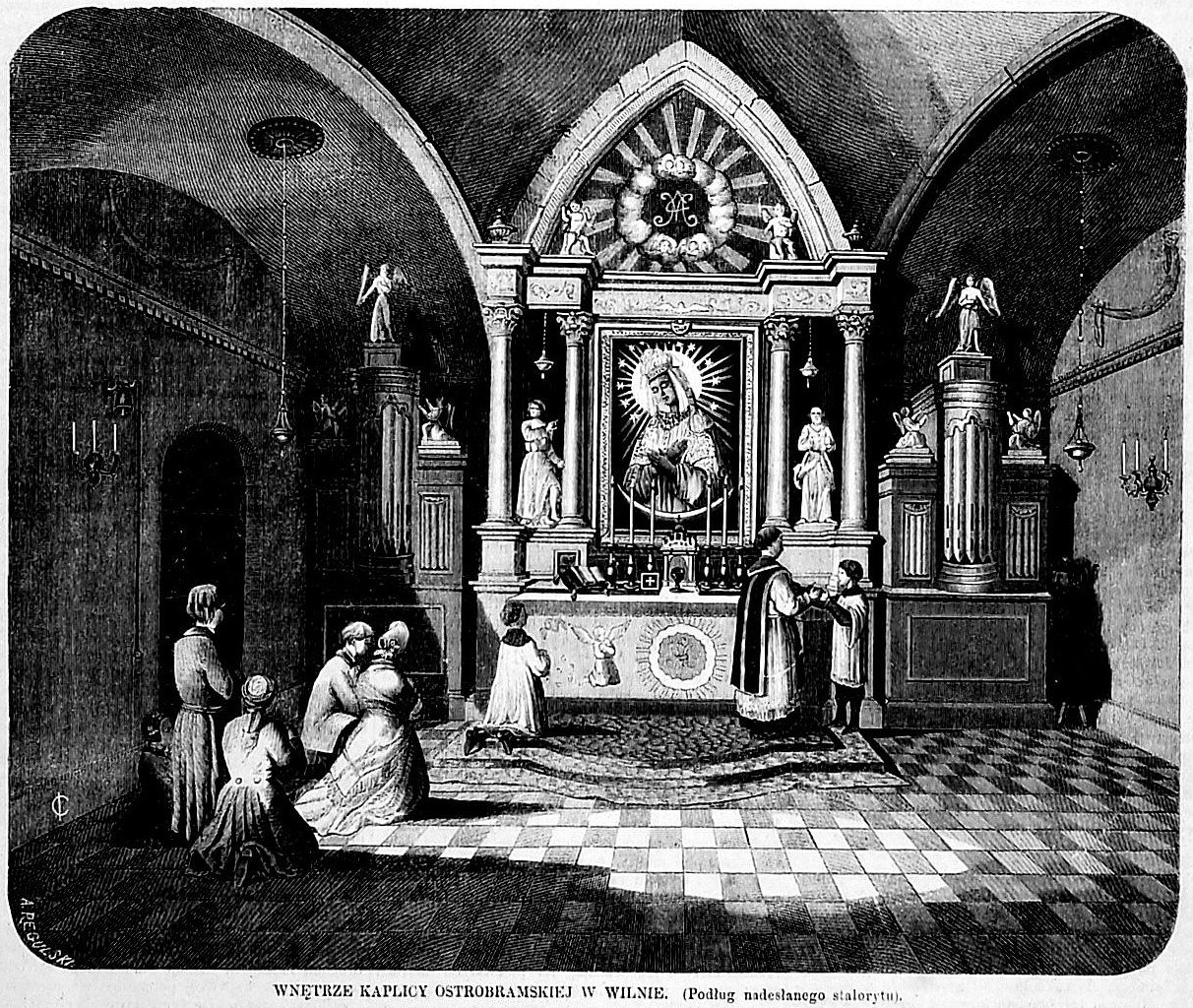
kápolna belseje 1864-ben

A Hajnal-kapu (litvánul: Aušros Vartai, lengyelül: Ostra Brama, belaruszul: Вострая Брама) Vilnius óvárosának eredeti kilenc kapuja közül az egyetlen, amely máig fennmaradt.

## A kapu története
A kapu Vilnius tatárok elleni védelmének megerősítéseként létrejött falrendszer részeként épült 1503 és 1522 között, amikor a város a Litván Nagyfejedelemség fővárosa volt. A kapu a nevét a vilniusi Osztrij Konyec nevű városnegyed után kapta, ahova a rajta áthaladó út vezetett (a kapu az óváros déli részén fekszik, nem keleten). Gyakran hivatkoznak rá Medininkai kapuként, utalva a Vilniustól délre fekvő Medininkai nevű településre.
A városfalakat a 18. század végén az orosz kormányzat bontatta el, csak a Hajnal-kapu maradt meg.
A kapu magyar vonatkozású érdekessége, hogy 1956. november 2-án, a Báthory István által alapított Vilniusi Egyetem diákjai, az 1956-os magyar forradalom hírét hallva a Rasos temetőtől a Hajnal-kapuig vonultak szolidaritásuk jegyéül, majd a kapunál szimpátiatüntetést tartottak. A tüntetést a karhatalmi erők feloszlatták, számos diákot (köztük Tomas Venclova kortárs litván költőt) letartóztattak, akiket később kicsaptak az egyetemről is.

## A Hajnal-kapu kápolnája
A kapu felett már a kezdetekkor kialakítottak egy fából készült kápolnát, melyet a 17. században kőből újjáépítettek. A városkapuk ilyen célra való átalakítása a kor bevett szokása volt, a kapuk gyakran vallási ereklyéknek is helyet adtak, a korabeli elképzelések szerint oltalmazva a várost, és áldást nyújtva a rajtuk áthaladó utazóknak. A ma is látható kápolnát 1799-ben alakították ki klasszicista stílusban.
A főhomlokzaton az alábbi ars poetica olvasható: Mater Misericordiae, sub tuum praesidium confugimus, azaz „Irgalmasság Anyja, a te oltalmad alatt menekülünk meg”.
A Hajnal kapu emeletén található kápolna Szűz Mária egy híres ikonjának ad helyet, melyet 1600 és 1625 között készítettek, tölgyfa alapra, temperával illetve olajfestékkel. A kép készítője máig ismeretlen. A kép művészettörténeti érdekessége, hogy Máriát Jézus nélkül ábrázolták, mely abban a korban nem volt szokásos.
Századokon keresztül az ikon a város egyik jelképe volt, imák tárgya a római katolikus és az ortodox közösségnek egyaránt. Hívők ezrei járultak a festmény elé a szomszédos országokból, fogadalmi és hálaajándékok sokaságát helyezve el. Tömeges istentiszteletek történtek lengyelül és litvánul.
A karmelita apácák birtokában levő festményt a 17. század közepétől csodatévőként tisztelték. A 18. század elején aranyozott bádoglemezzel vonták be, melyet rózsákkal, tulipánokkal, nárciszokkal és szegfűkkel díszítettek. A kép alsó felén ezüst félhold látható, a világmindenségre utalva. A Mária fején levő két korona a pápák által történt 1927-es, és 1993-as megkoronázásra utal.
1935. április 28-án a Fausztina nővér által látott Jézus-látomás alapján elkészült képet a később szentté avatott apáca kérésére itt helyezték el először. A kép a húsvét utáni első vasárnapon lett kihelyezve, majd három napig lehetett megtekinteni. Az apáca kérésére a következő szöveget helyezték a kápolna falára: „Mária, nyisd ki nekünk az isteni irgalmasság kapuját”.
A kép másolata a világ számos pontján megtalálható, többek között a római Szent Péter-bazilikában is. Számos templomot, kápolnát is a Hajnal-kapu Máriájának szenteltek, a legnagyobb közülük a Szűz Mária-templom Gdańskban, Lengyelországban.
Az ábrázolás számos művészt is megihletett, többek között a híres lengyel zeneszerzőt, Stanisław Moniuszkót is, aki több litániát írt az Ostra Bramához, a Hajnal-kapuhoz.
1993-ban II. János Pál pápa litvániai látogatása alkalmával felkereste a kegyhelyet is.
A szentkép, mivel a város több felekezete is tiszteli és közbenjárását kéri, az egyes egyházak közti megbékélésben is fontos szerepet tölt be. 1997-ben a vilniusi bíboros a helyi keresztények közös otthonában fogadta II. Alekszij pátriárkát, az orosz és litván ortodox egyház vezetőjét.

## Külső hivatkozások
- Kuzmányi István: Az Erős kapu zarándokhelye A vilniusi Szűzanya, a Baltikum királynője. Új ember katolikus hetilap. [2009. március 29-i dátummal az eredetiből archiválva]. (Hozzáférés: 2010. február 21.)

- Ostra Brama Ostra Brama w Wilnie (lengyel nyelven). Radzima.org. (Hozzáférés: 2010. február 21.)